# Böckten
Böckten är en ort och kommun i distriktet Sissach i kantonen Basel-Landschaft, Schweiz. Kommunen har 848 invånare (2023).